# Плато (департамент в Република Конго)
Вижте пояснителната страница за други значения на Плато.
Плато (на френски: Plateaux) е една от десетте области на Република Конго. Разположена е в централната част на страната и граничи с Габон и Демократична република Конго. Столицата на областта е град Джамбала. Площта ѝ е 38 400 км², а населението е 174 591 души, по преброяване от 2007 г. Плато е разделена на 4 общини.